# Tennistoernooi van Sopot 2001
|                                                  |  |                                      |
| Cristina Torrens Valero, winnares bij de vrouwen |  | Tommy Robredo, winnaar bij de mannen |

Het tennistoernooi van Sopot van 2001 werd van maandag 23 tot en met zondag 29 juli 2001 gespeeld op de gravelbanen van de Sopocki Klub Tenisowy in de Poolse badplaats Sopot. De officiële naam van het toernooi was Prokom Open.
Het toernooi bestond uit twee delen:
- WTA-toernooi van Sopot 2001, het toernooi voor de vrouwen
- ATP-toernooi van Sopot 2001, het toernooi voor de mannen

ATP-toernooi van Sopot‎ – WTA-toernooi van Sopot

2001 · 
2002 · 
2003 · 
2004